# Manel Riera i Riera
Manel Riera i Riera (Barcelona, 1956) és un lingüista, corrector i professor de català. És considerat un dels continuadors destacats de la tasca iniciada per Maria Teresa Anglada pel que fa a la recopilació del lèxic propi andorrà i de la varietat dialectal del català pallarès.
Llicenciat en grau Filologia catalana i Premi Extraordinari de llicenciatura per la Universitat de Barcelona, és autor de nombroses obres dedicades a diferents aspectes de la llengua catalana en l'àmbit pirinenc. Va dedicar la seva tesi de llicenciatura, publicada el 1991 i sota la supervisió del lingüista mallorquí Joan Veny, a l'estudi i a la descripció de la llengua catalana a Andorra. L'Institut d'Estudis Andorrans la publicà tres anys després amb el títol La llengua catalana a Andorra. Estudi dialectològic dels seus parlars rurals.
Segons la investigació de Riera i Riera, la romanització tardana a les Valls d'Andorra, datada del segle v, és el motiu pel qual s'hi troba una forta influència dialectal arcaica i la toponímia conserva un substrat preromànic, amb noms d'origen èuscar i ibers. Per altra banda, ha postulat l'existència d'un català pirinenc supradialectal amb un lèxic comú entre l'occità i el català en l'article Afinitats lexicals entre els parlars andorrans i pallaresos. La seva obra venal més destacada és Correspondència comercial i privada en català, de la qual se n'han publicat diverses edicions.
A partir de 1986, va ser responsable de l'Àrea de llenguatge administratiu del Servei de Llengua Catalana de la Universitat de Barcelona i, en aquesta funció encapçalà, amb Georgina Castellà, la Comissió de traducció de lleis i textos normatius, i formà part de la Comissió Interuniversitària de Llenguatge Administratiu i Jurídic.

## Publicacions
- «Afinitats lèxiques entre els parlars andorrans i pallaresos». A: Jornades de la Secció Filològica de l'Institut d'Estudis Catalans a Andorra.  Barcelona-Andorra la Vella: Institut d'Estudis Catalans-Institut d'Estudis Andorrans, 1996, p. 35-48.
- Correspondència comercial i privada en català. 4a. edició.  Barcelona: La Llar del Llibre, 1990. ISBN 8472792269. Diverses edicions i reimpressions: 1986, 1987, 1989, 1990, 1991, 1992
- Correspondència comercial i privada en català.  Barcelona: Biblària, 2001. ISBN 8489095000. Diverses reimpressions: 1994, 1997, 2001
- Marigó, Montserrat; Riera i Riera, Manel; Estella Clota, Marta. Correspondència multilingüe: català, anglès, francès.  Bellaterra: Universitat Autònoma de Barcelona, 1995.

- Castellà, Georgina; Riera i Riera, Manel. «Dinamització en llenguatge administratiu a la Divisió II de la Universitat de Barcelona». A: Llenguatge jurídic i administratiu universitari. Actes de la I Jornada de la CILAJ. 2a. reimpressió.  Barcelona: Universitat de Barcelona, 2000.
- Riera, Manel (resp.). Docència i normalització del llenguatge jurídic català: Actes de la III Jornada de la CILAJ.  Barcelona: Universitat de Barcelona, 2002.

- La Llengua catalana a Andorra: estudi dialectològic dels seus parlars rurals.  Barcelona: Institut d'Estudis Andorrans, Centre de Barcelona, 1992. ISBN 9992020008.

- Riera i Riera, Manel; Estella Clota, Marta. Les majúscules i les minúscules. 2a. ed..  Bellaterra: Universitat Autònoma de Barcelona, 1992.
- Estella Clota (coord.), Marta; Pons Mir, Mercè; Riera i Riera, Manel. Recull de documents administratius: models i criteris de redacció.  Bellaterra: Universitat Autònoma de Barcelona, 1993-1997.
- Riera i Riera, Manel; Estella Clota, Marta. Els signes de puntuació. 2a. edició.  Bellaterra: Universitat Autònoma de Barcelona, 1993. ISBN 8449004667. Reimpressions 1995 i 1998
- Soler Gil, Maria Núria; Riera i Riera, Manel. Tests psicotècnics per a resoldre: amb la clau per a l'autocorrecció.  Barcelona: La Llar del Llibre, 1992 (col. Nadal, 66). ISBN 8472794865.
- Soler Gil, Maria Núria; Riera i Riera, Manel. Tests psicotècnics per a resoldre: amb la clau per a l'autocorrecció. 2a. ed.  Barcelona: Biblària, 2001 (col. Nadal, 66). ISBN 8489095140.